# Mariene ecoregio Westelijk Straat Bass
De Mariene ecoregio Westelijk Straat Bass (206) (Engels: Western Bassian marine ecoregion) is een biogeografische regio en ligt in het zuidoosten van de Indische Oceaan in de Mariene provincie Zuidoostelijk Australische Plat (56) in het Marien rijk Gematigd Australazië. De mariene ecoregio is vastgesteld door het World Wide Fund for Nature en The Nature Conservancy en is vernoemd naar Straat Bass.
In het zuidoosten grenst het gebied aan de mariene ecoregio Straat Bass (205) en in het noordwesten aan de mariene ecoregio Zuid-Australische Golven (207).

## Geografie
De mariene ecoregio ligt in het zuidoosten van de Indische Oceaan voor de zuidkust van Australië. Het gebied strekt zich uit van de Cape Jervis tot voorbij Cape Otway bij Apollo Bay en tot aan het noordwestelijke uiteinde van Tasmanië en omvat omder andere Lake Alexandrina en de wateren rond Kingeiland.
Door het gebied stroomt de Zuid-Australiëstroom.

## Biogeografie
Het gebied kent zeeleven dat houdt van gematigde temperaturen.